# Kathleen Van Brempt
Kathleen Van Brempt, née le 18 novembre 1969 à Wilrijk, est une femme politique belge flamande, membre du Socialistische Partij Anders (Sp.a).

## Biographie
Licenciée en sociologie, elle est collaboratrice scientifique au Research Instituut voor Arbeid en Tewerkstelling (RIAT) (1992-1995), au SEVI (service d'études du Sp.a) (1995-1997), secrétaire politique du Sp.a (1997-1999), chef de cabinet adjoint du ministre flamand de l'Emploi et du Tourisme (1999). 
En 2000, elle accède au Parlement européen et le demeure jusqu'en septembre 2003 quand elle devient secrétaire d'État fédéral de l'Organisation du Bien-Être au Travail. En 2004, elle entre dans le gouvernement de la Région flamande en tant que ministre de la Mobilité, de l'Économie sociale et de l'Égalité des chances. Parallèlement, elle est conseillère communale d'Anvers de 2001 à 2018.
Lors des élections de 2009, elle est élue députée européenne pour le groupe socialiste. Elle est signataire du Manifeste Spinelli pour l'Europe fédérale. Elle est tête de liste aux élections européennes de mai 2019 et est réélue. Elle obtient un nouveau mandat en 2024.
Elle préside la commission spéciale sur le Covid-19 qui a notamment pour but d’établir une transparence totale sur les modalités des dépenses liées aux vaccins et sur les négociations qui les ont précédées. En décembre 2022, Albert Bourla, le directeur général de Pfizer, refuse une nouvelle fois de se présenter au Parlement européen, où la commission spéciale l’avait invité à venir donner des explications sur les accords passés avec la Commission européenne pour fournir des vaccins aux pays de l’UE.